# Lycosa erythrognatha
Lycosa erythrognatha este o specie de păianjeni din genul Lycosa, familia Lycosidae, descrisă de Lucas, 1836. Conform Catalogue of Life specia Lycosa erythrognatha nu are subspecii cunoscute.